# 施泰希林
施泰希林（德語：Stechlin）是德国勃兰登堡州的一个市镇，隶属于上哈弗尔县。总面积为84.73平方千米，截至2020年总人口为1192人。